# Metallactus praetorius
Metallactus praetorius is een keversoort uit de familie bladkevers (Chrysomelidae). De wetenschappelijke naam van de soort werd in 2019 gepubliceerd door Sassi.